# Улмі (Олт)
Улмі (рум. Ulmi) — село у повіті Олт в Румунії. Адміністративний центр комуни Мілков.
Село розташоване на відстані 137 км на захід від Бухареста, 7 км на південь від Слатіни, 44 км на схід від Крайови.

## Населення
За даними перепису населення 2002 року у селі проживали 657 осіб, усі — румуни. Усі жителі села рідною мовою назвали румунську.